# بانكاج سينغ
بانكاج سينغ (6 مايو 1985 في الهند - ) هو لاعب كريكت هندي. شارك مع منتخب الهند الوطني للكريكت.

## وصلات خارجية
- بانكاج سينغ على موقع إي آس بي آن كريك إنفو (الإنجليزية)
- بانكاج سينغ على موقع ويزدن الهند (الإنجليزية)